# Hai Tanahku Papua
Hai Tanahku Papua (O, mijn land Papoea) was een loflied op Nieuw-Guinea. Het lied werd in 1925 geschreven door de Nederlandse zendeling Isaak Samuel Kijne op de melodie van het lied Aan het vaderland van Marius Adrianus Brandts Buys sr.. De Nieuw-Guinea Raad wees het lied aan als volkslied voor Nederlands-Nieuw-Guinea per 1 december 1961. Nadat in 1962 besloten werd dat Nederlands-Nieuw-Guinea zou worden overgedragen aan Indonesië, en in oktober 1962 het bestuur werd overgedragen aan de United Nations Temporary Executive Authority raakte het in onbruik. Na de definitieve overdracht aan Indonesië op 1 mei 1963 werd het lied verboden omdat het in gebruik bleef bij de strevers voor onafhankelijkheid van West-Papoea als het volkslied van de Republiek van West-Papoea.

## Tekst
| Oude Indonesische spelling | Nieuwe Indonesische spelling | Nederlandstalige tekst |
| Hai tanah ku Papoea, Kau tanah lahirku, Ku kasih akan dikau sehingga adjalku. Kukasih pasir putih Dipantaimu senang Dimana Lautan biru Berkilat dalam trang. Kukasih gunung-gunung Besar mulialah Dan awan jang melajang Keliling puntjaknja. Kukasih dikau tanah Jang dengan buahmu Membajar keradjinan Dan pekerdjaanku. Kukasih bunji ombak Jang pukul pantaimu Njanjian jang selalu Senangkan hatiku. Kukasih hutan-hutan Selimut tanahku Kusuka mengembara Dibawah naungmu. Sjukur bagimu, Tuhan, Kau brikan tanahku Bri aku radjin djuga Sampaikan maksudMu. | Hai tanah ku Papua, Kau tanah lahirku, Ku kasih akan dikau sehingga ajalku. Kukasih pasir putih Dipantaimu senang Dimana Lautan biru Berkilat dalam terang. Kukasih gunung-gunung Besar mulialah Dan awan yang melayang Keliling puncaknya. Kukasih dikau tanah Yang dengan buahmu Membayar kerajinan Dan pekerjaanku. Kukasih bunyi ombak Yang pukul pantaimu Nyanyian yang selalu Senangkan hatiku. Kukasih hutan-hutan Selimut tanahku Kusuka mengembara Dibawah naungmu. Syukur bagimu, Tuhan, Kau berikan tanahku Beri aku rajin juga Sampaikan maksudMu. | O mijn land Papoea Mijn geboorteland Jou zal ik liefhebben Tot mijn levenseinde Ik hou van het witte zand Van je fijne stranden Waar de blauwe oceaan Blinkt in het licht Ik hou van het geluid van de branding Die op je stranden slaat Een lied dat steeds Mijn hart verheugt Ik hou van de bergen Groot en verheven En de wolken die zweven Om hun toppen Ik hou van de bossen Het dekkleed van mijn land Ik mag zo graag zwerven Onder je schaduw Ik hou van je grond Die met je vruchten Mijn ijver betaalt En mijn werk Dank zij u Heer Gij hebt mij het land gegeven Laat mij ook ijverig zijn Om het te laten beantwoorden aan Uw doel |